# Thalatta fasciosa
Thalatta fasciosa là một loài bướm đêm trong họ Noctuidae.